# Ampedus balteatus
Ampedus balteatus es una especie de escarabajo del género Ampedus, familia Elateridae. Fue descrita científicamente por Linnaeus en 1758.
Esta especie se encuentra en varios países de Europa. 
Mide entre 7-10 mm de longitud.